# Fuchsova vila (Kraslice)
Fuchsova vila (rovněž Vila továrníka Wilhelma Fuchse) v Kraslicích je secesní stavba z počátku 20. století. Nachází se jihovýchodně od centra města nad levým břehem říčky Svatavy v Dukelské ulici. Budova je využívána jako městská knihovna.
Je chráněna od roku 2012 jako kulturní památka.

## Historie
Honosnou reprezentativní vilu v těsné blízkosti tehdejší továrny na strojní výšivky vyprojektoval karlovarský architekt Otto Steinl. Jeho první navrženou budovou v Kraslicích byla rodinná Breinlova vila, postavená v roce 1903. Fuchsovu vilu nechal pro sebe a svoji rodinu postavit významný a bohatý kraslický továrník Wilhelm Fuchs z rodiny známých textilních podnikatelů. Jeho otec Johann instaloval v Kraslicích v roce 1862 první vyšívací stroj. Wilhelm vystudoval reálku v Praze a vyšší tkalcovskou odbornou školu v Brně. Od svého otce převzal spolu se svými bratry Janem a Josefem fabriku, která dále vyráběla textilní výšivky pod názvem Johann Fuchs Söhne, po spojení s Josefem Meindlem a Ferdinandem Horném pod názvem firma Fuchs, Meindl a Horn.
Po smrti Wilhelma Fuchse v roce 1910 přešla vila do majetku firmy Fuchs, Meindl a Horn. Od roku 1928 byla v držení rodiny Kreyových. Po druhé světové válce byla vila zkonfiskována a přešla do správy místního národního výboru. Později byla do vily umístěna mateřská škola. Objekt prošel v roce 1998 rekonstrukcí. Od roku 2004 sídlí ve vile městská knihovna a objekt je majetku Města Kraslice.

## Stavební podoba

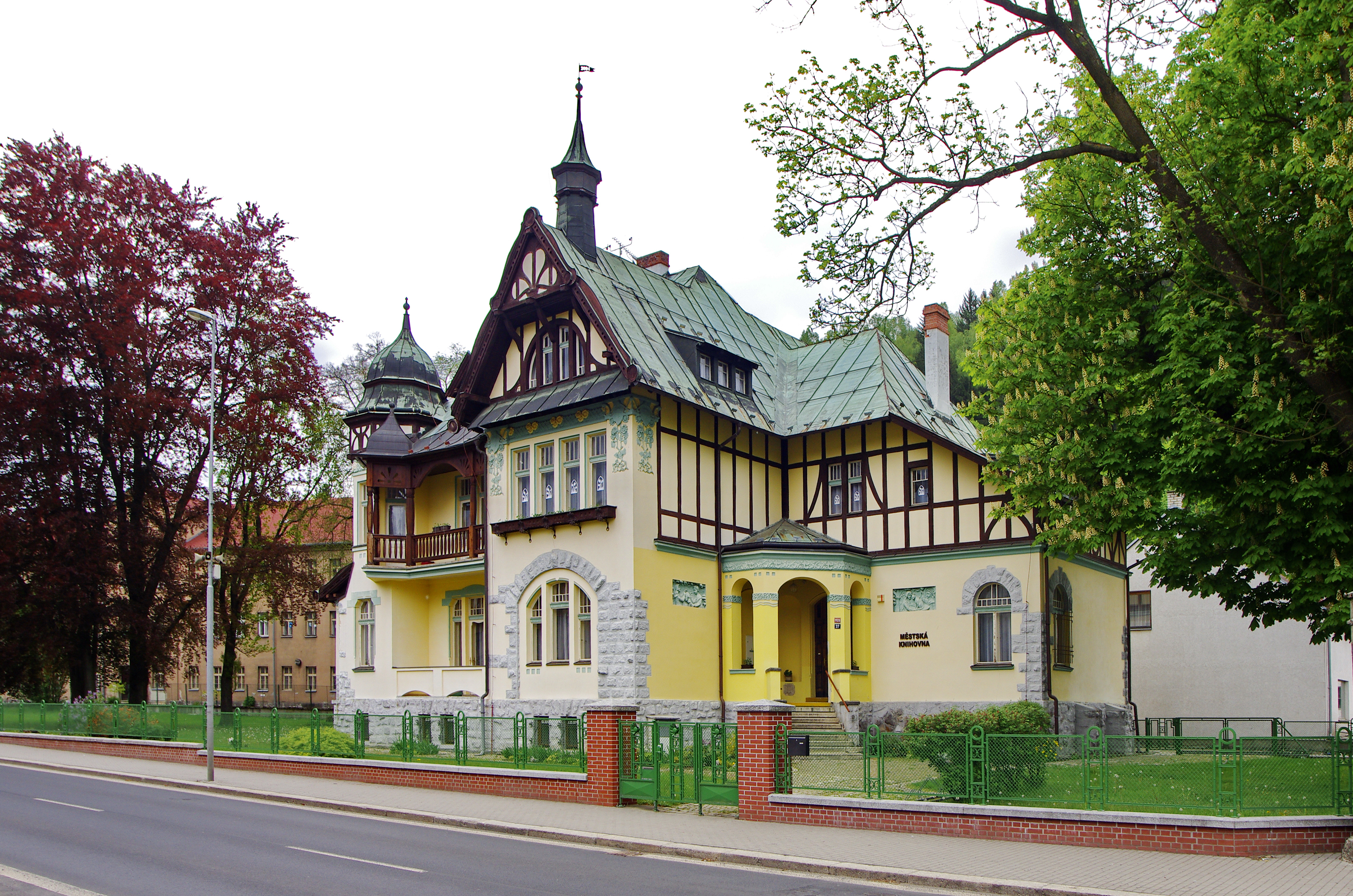
Pohled od jihovýchodu

Samostatně stojící objekt romantizující secese byl postaven ve své době v oblíbeném Heimatstilu. Objekt si zachoval kvalitní původní dispozici i původní detaily a dochoval se v téměř nezměněném původním stavu, bez degradujících stavebních úprav. Starobylost zvýrazňuje mohutný sokl z bosovaného zdiva, použitého místy i ve fasádě. Vila má tři nadzemní podlaží, nejvyšší v podkroví.
Stavba je členěna četnými rizality, arkýři, balkony a lodžiemi. Na první pohled zaujmou iluzivní hrázdění a dřevěné vyřezávané konstrukce, umístěné zejména ve fasádách a na štítech. Hlavní průčelí se člení na centrální křídlo, ve štítu s půlkruhovým oknem, završené věžičkou s korouhví a severozápadní nároží s polygonálním arkýřem, zastřešeným plechovou helmicí. Zadní část průčelí vyplňuje rizalit s hrázděným patrem. Odskok od hlavního průčelí je vyplněn dřevěným zádveřím s jedním rohovým hranolovým sloupem. Objekt je zastřešen valbovými střechami s plechovou krytinou.
Hlavní vstup do objektu je přístupný přes krátké kamenné schodiště. Nachází v rohu mezi centrálním rizalitem a zbytkem objektu. Vstup je chráněn krytým polygonálním arkádovým zádveřím s trojicí arkád.

### Interiér
Za hlavním vchodem se nachází malý vestibul, který pokračuje do centrální, dřevěným deštěním zdobené schodišťové haly. Velké okno nad schodištěm osvětluje prostor haly. Původní stavební plány vily se nedochovaly, přesto se dá přibližně určit účel jednotlivých místností. Z centrální haly v přízemí byly přístupné reprezentační místnosti, možná salony a pracovna. Dá se předpokládat, že v suterénu byly sklepy a různé provozy, například prádelna, možná kuchyně. Dřevěným schodištěm s vyřezávaným zábradlím byly přístupné místnosti v patře. Jednalo se nejspíš o ložnice. Malé pokojíky se nacházely v podkroví. V interiéru se dochovalo mnoho původních prvků a konstrukcí, například dřevěná schodiště, dřevěná obložení stěn, malované okenní výplně s kováním, kachlová kamna a štuková výzdoba. Rovněž původní jsou veškeré dveře a jejich zárubně, v jídelně imitace kazetového stropu s volutovým fabionem po obvodě a rozetou uprostřed.